# TV KISS
TV KISS je bivša televizijska postaja iz Kiseljaka koja je program emitirala na području ŽSB, Sarajeva i dijelova Zeničko-dobojske županije. S emitiranjem je počela 1992. godine.
Prva je televizija hrvatskog predznaka u BiH. Osnovana kao HRT Kiseljak. Godine 1998. pokrivala signalom prostor Kiseljaka, Kreševa, Fojnice, Viteza, Busovače, Nove Bile, Novog Travnika, dijela Vareša, Žepča, Usore, Novog Sarajeva i Breze i njeno potencijalno gledateljstvo bilo je pola milijuna gledatelja. Bila je druga po utjecaju među Hrvatima u BiH poslije HTV Herceg Bosne. Također je bila druga među hrvatskim postajama u BiH po svom programu. Emitirala je šest sati programa dnevno, od čega je pola bilo njena proizvodnja. Središnja informativna emisija je bio TV Dnevnik u 19 sati. Nakon preuzetog Dnevnika HTV-a, prikazivali su vlastiti program. Činile su ga reportaže, prilozi i razgovori o važnim zbivanjima u Kiseljaku i ostalim mjestima srednje Bosne. Godine 1998. funkcionirala je kao Studio HRT-a za središnju Bosnu, pripremajući priloge za mnoge informativne emisije Hrvatske TV.
Redovno se trudila prenijeti političke, vjerske, športske i ine događaje b.-h. Hrvata. Redovno je izvješćivala o obljetnicama i spomendanima HVO-a iz Domovinskog rata. 17. kolovoza 2018. Radiotelevizija Herceg-Bosne kupila je od Stanić grupe Televiziju KISS, što je bio prvi korak ka uspostavi javnog televizijskog kanala na hrvatskom jeziku koji bi se financirao od radiotelevizijske pristojbe.
15. travnja 2019. TV Kiss počeo odašiljati program s logom RTV Herceg-Bosne, što se može uzeti kao službeni početak rada javnog servisa na hrvatskom jeziku u BiH.

## Vanjske poveznice
- TVKISSKiseljak na YouTubeu, youtube.com